# Mustafa Al-Kadhimi
Mustafa Abdellatif Mshatat (Bagdá, Iraque, 5 de julho de 1967) é um funcionário público iraquiano que foi primeiro-ministro do Iraque, entre 2020 e 2022. Ele também é ex-diretor do Serviço Nacional de Inteligência do Iraque, originalmente nomeado em junho de 2016.

## Biografia
Al-Kadhimi, que estudou Direito na Universidade Al-Turath, foi responsável por reformar o serviço de inteligência nacional iraquiano para ser mais eficaz e atender aos padrões internacionais. Ele supervisionou o fim da politização da ação de inteligência, implementando métodos avançados de coleta e análise e estabelecendo prioridades para ampliar o escopo do trabalho do Serviço Nacional de Inteligência. Sob sua liderança, a agência expandiu suas competências, particularmente no combate ao terrorismo, tanto interna quanto externamente, desempenhando um papel vital na luta do Iraque contra o Daesh.
Ele deixou o Iraque em 1985 e foi para o Irã, antes de se mudar para a Alemanha e para o Reino Unido, dos quais mais tarde se tornou cidadão.
Apesar de ser bacharel em direito, é mais conhecido por seu trabalho como jornalista, onde escolheu o título de al-Kadhimi. Era conhecido por se opor ao governo do falecido ditador iraquiano Saddam Hussein.
Após a invasão do Iraque pelos Estados Unidos em 2003, al-Kadhimi voltou ao Iraque e co-fundou a Iraqi Media Network, paralelamente ao seu trabalho como diretor executivo da Iraq Memory Foundation, uma organização fundada com o objetivo de documentar os crimes sob o regime de Hussein e do partido Baath.
Al-Kadhimi também atuou como editor-chefe da revista Newsweek no Iraque por três anos a partir de 2010. Ele também é escritor de opiniões e editor da seção sobre o Iraque no site da Al-Monitor, com sede nos EUA.
Como novo primeiro-ministro do Iraque, Mustafa al-Kadhimi, assumiu o cargo depois de o parlamento do país aprovar um novo governo em 6 de maio de 2020, após quase seis meses de disputas políticas.
Na madrugada do dia 7 de novembro de 2021, a casa de Mustafa al-Kadhimi foi atingida por um ataque de drone com explosivos.